# Plagiochila tagawae
Plagiochila tagawae là một loài rêu trong họ Plagiochilaceae. Loài này được Inoue mô tả khoa học đầu tiên năm 1974.